# Mrgashat
Mrgashat (in armeno Մրգաշատ?) è un comune dell'Armenia di 6 381 abitanti (2009) della provincia di Armavir.